# محمد عبدالعزیز
محمد عبدالعزیز (انگلیسی: Mahmoud Abdel Aziz؛ زادهٔ ۲۷ ژوئیهٔ ۱۹۹۰) ورزشکار است.